# Grangea lyrata
Grangea lyrata là một loài thực vật có hoa trong họ Cúc. Loài này được (DC.) Fayed mô tả khoa học đầu tiên năm 1979.